# 鸯耆罗仙人
鴦耆羅斯 ，梵天三子，生主之一。他協助父親梵天創造世界，因而獲得了神聖的光之力，擁有極大的神通。之後鴦耆羅斯與配偶蘇樓波（Surūpa）生下優塔娑耶（Utathya）、薩婆多那（Samvartana）與祭主仙人，另外也娶了弟弟達剎的女兒法墨蒂（Smriti）與濕陀（Svadha），一共有十四位子女（七男七女）。相傳他與仙人阿闥婆（Atharvan）一同編著了四大吠陀經的第四部《阿闥婆吠陀》，漢譯《禳災明論》，內容多是神秘巫術與吉兇咒語，但也涉及科學思想，是古印度醫學之起源。鴦耆羅斯的後裔──德羅納與其子馬嘶皆為俱盧族的大將。